# Monquirasaurus
Monquirasaurus es un género extinto de plesiosaurio pliosáurido cuyos restos se encontraron en la Formación Paja en Colombia. Solo se conoce a una especie, M. boyacensis, anteriormente conocida como Kronosaurus boyacensis. Era un animal grande, que medía 9.4 metros de longitud y pesaría unas 9.1 toneladas de masa corporal.

## Descubrimiento y denominación
El espécimen holotipo y único conocido de Monquirasaurus es un esqueleto mayormente completo y articulado con una longitud preservada de 7.3 metros perteneciente a un individuo adulto joven, descubierto en 1977 por Samuel Vargas, Enrique Zubieta y Germán Zubieta en las tierras de Tito Hurtado. Las excavaciones fueron realizadas por un equipo de geólogos, arqueólogos y paleontólogos del Instituto Colombiano de Geología y Minería (ahora conocido como Servicio Geológico Colombiano), el Instituto Colombiano de Antropología e Historia y la Universidad Nacional de Colombia. Pronto el espécimen llegó a ser conocido localmente como "El Fósil", antes de ser formalmente descrito como la especie Kronosaurus boyacensis por Oliver Hampe en 1992, si bien años antes fue atribuido de manera informal al género Kronosaurus. Esta descripción fue llevada a cabo usando fotografías y técnicas de escaneo remotas, ya que la Junta de Acción Comunal y la comunidad local no permitieron el acceso al espécimen holotipo, dando como resultado una descripción insuficiente y poco confiable. No fue sino hasta 2021 que el espécimen fue reexaminado de primera mano y descrito como un género distinto, Monquirasaurus boyacensis. El espécimen holotipo aún permanece en su sitio de descubrimiento, habiéndose construido el "Museo El Fósil" alrededor del hallazgo.
El nombre del género deriva de Monquirá, la vereda (división administrativa) en la cual el holotipo había sido encontrado. Por su parte, el nombre de la especie se refiere al departamento de Boyacá.

## Descripción

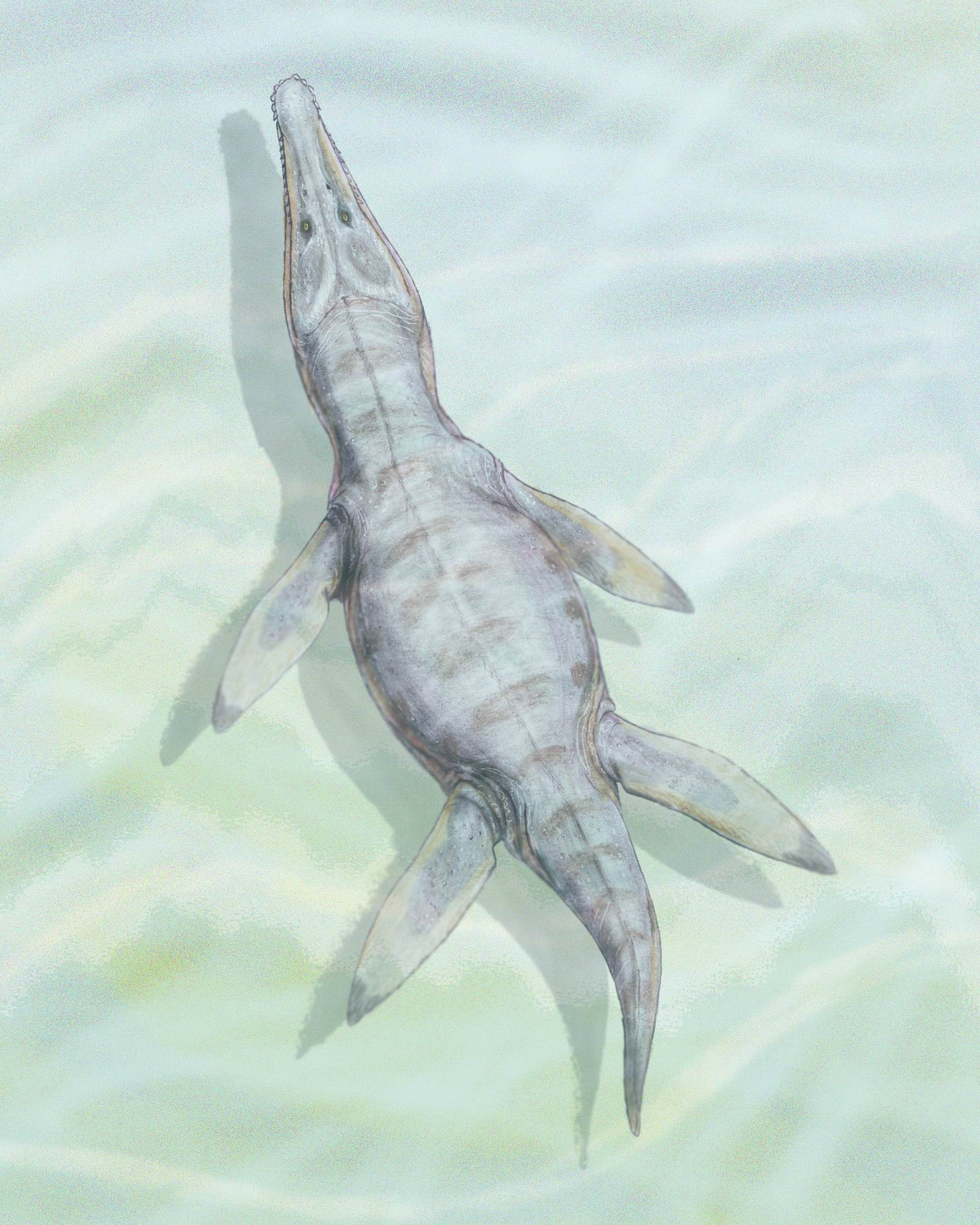
Reconstrucción en vida

### Cráneo
El cráneo de Monquirasaurus es grande y romo, midiendo 2.45 metros de largo desde la punta del hocico hasta el extremo posterior del hueso escamosal derecho (y 2.65 metros hasta el extremo posterior del proceso retroarticular de la mandíbula) y 1.2 metros de ancho a lo largo del margen lateral de los huesos cuadrados. Al ser visto de lado, el cráneo es alargado y bajo, si bien está sumamente aplastado. Las mandíbulas del holotipo están completamente cerradas y gran parte de la dentadura se preservó in situ. El cráneo no solo sufrió de aplastamiento, sino que la mayor parte de la superficie dorsal se encuentra bastante erosionada y le faltan varios huesos, haciendo casi imposible observar la mayoría de las suturas craneanas. El cráneo tiene bordes ondulados, con 3 expansiones laterales visibles en vista dorsal. La primera se presenta a lo largo de los bordes laterales del premaxilar, seguida por una expansión alrededor de los grandes dientes caniniformes anteriores y otra más justo bajo las órbitas oculares. Una cuarta expansión probablemente estaba presente en el área posterior del cráneo, alrededor de los bordes laterales de la fenestra temporal. Ambas expansiones anteriores son seguidas inmediatamente por una constricción medial del cráneo. Las fosas nasales se ubican a 1.13 metros de la punta del hocico, justo antes de las órbitas oculares y al mismo nivel que el undécimo diente maxilar. La mandíbula está preservada en mejor condición que el cráneo, al haber resistido mejor el aplastamiento que afectó a este último. Aun así hay cierta comprensión dorsoventral presente alrededor de los ramos mandibulares.

Tamaño comparado con el de un humano

La mandíbula es robusta y recuerda a la clásica morfología de los pliosáuridos, con grandes dientes caniniformes alojados en el borde anterior del hueso. La parte anterior está levemente vuelta hacia arriba y se expande como en Simolestes y Acostasaurus. Los dientes de Monquirasaurus son redondeados en sección transversal y los mayores son los caniniformes. La dentadura anterior es marcadamente anisodonta (dientes desiguales) y se intercalaba, mientras que los dientes de las zonas posteriores del cráneo se disponen en filas que se superponen. Los dientes anteriores caniniformes del maxilar por ejemplo ocultan a los dientes del dentario de esa misma zona, mientras que más adelante los dientes del dentario forman una pronunciada sobremordida que oculta a los dientes maxilares posteriores. Todo esto hace también difícil determinar el número original de piezas dentales. La expansión anterior del premaxilar contiene cuatro dientes de cada lado, siendo los segundos dientes premaxilares los más grandes, que se extienden hacia abajo alcanzando la mitad de la mandíbula. Los dientes tercero y cuarto son también grandes por sí mismos, aun así resultan menores que los dientes precedentes. Hay ciertas dudas sobre la presencia de un pequeño diente justo detrás del cuarto diente premaxilar. Esta área queda casi completamente escondida por el cuarto diente caniniforme del dentario, sin embargo hay un indicio de un pequeño alvéolo en esa área. Mientras que la ausencia de suturas visibles hace incierto reconocer la separación de la dentadura premaxilar y maxilar, Noè y Gómez-Pérez sugieren que, si en realidad había un pequeño diente en esa zona, este probablemente habría sido del maxilar. Estos autores sugieren que todos los pliosáuridos de la Formación Paja están vinculados por la presencia de 4 dientes premaxilares, señalando además que el primer diente maxilar en los pliosáuridos es con frecuencia mucho más pequeño y seguido de un gran diente caniniforme (tal como ocurre con el siguiente preservado en Monquirasaurus). Entre el último caniniforme premaxilar preservado y el primer caniniforme maxilar se extiende un espacio sin dientes o diastema, equivalente en diámetro al área ocupada por un diente grande. El primer diente maxilar preservado (que es potencialmente el segundo en general) es el mayor en la boca, aunque está roto de cada lado, se infiere que este diente habría sobrepasado el margen ventral de la mandíbula. Siguiendo este diente sigue una serie de dientes caniniformes progresivamente más reducidos que son seguidos por varios dientes maxilares pequeños, que a su vez disminuyen constantemente hasta llegar a la zona posterior. Los dientes mandibulares anteriores son grandes y se entrelazan con los dientes premaxilares. El mayor de estos es el cuarto dentario, el cual es aun así menor que los dientes maxilares caniniformes que le siguen, pero es mayor que cualquiera de los dientes premaxilares. Los dientes del dentario tras el pequeño quinto diente quedan ya ocultos por los caniniformes maxilares, y se supone que sería menores que estos. Los dientes mayores del dentario se preservaron en la zona posterior a esta superposición. En general Monquirasaurus puede haber tenido un mínimo de 19 dientes superiores mientras que en la mandíbula se preservaron 19 posiciones dentales en la derecha y 23 a la izquierda.

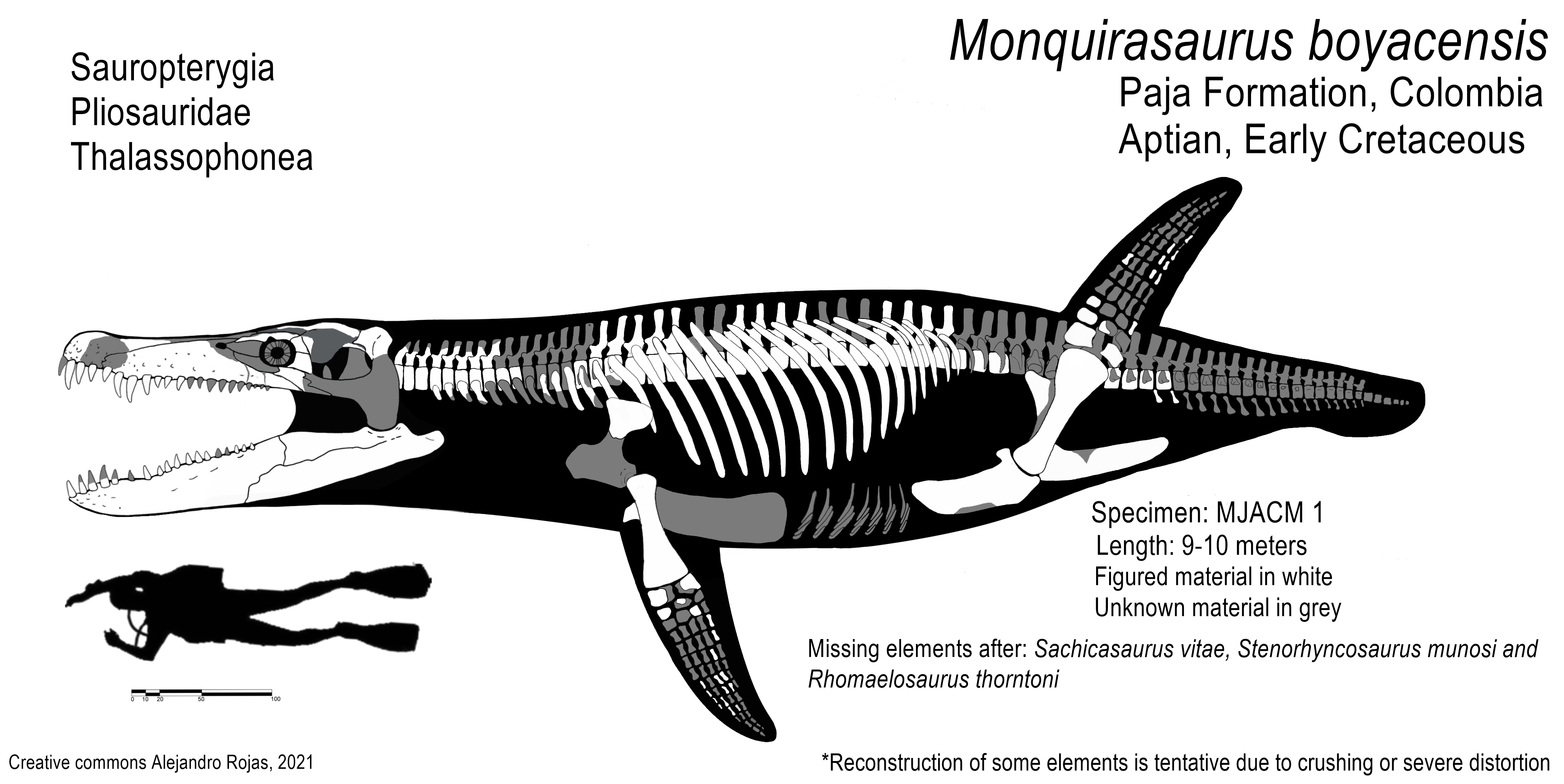
Diagrama esquelético y estimación del tamaño del pliosaurio Monquirasaurus boyacensis, con los elementos conservados en blanco y los elementos reconstruidos en gris

### Esqueleto postcraneal

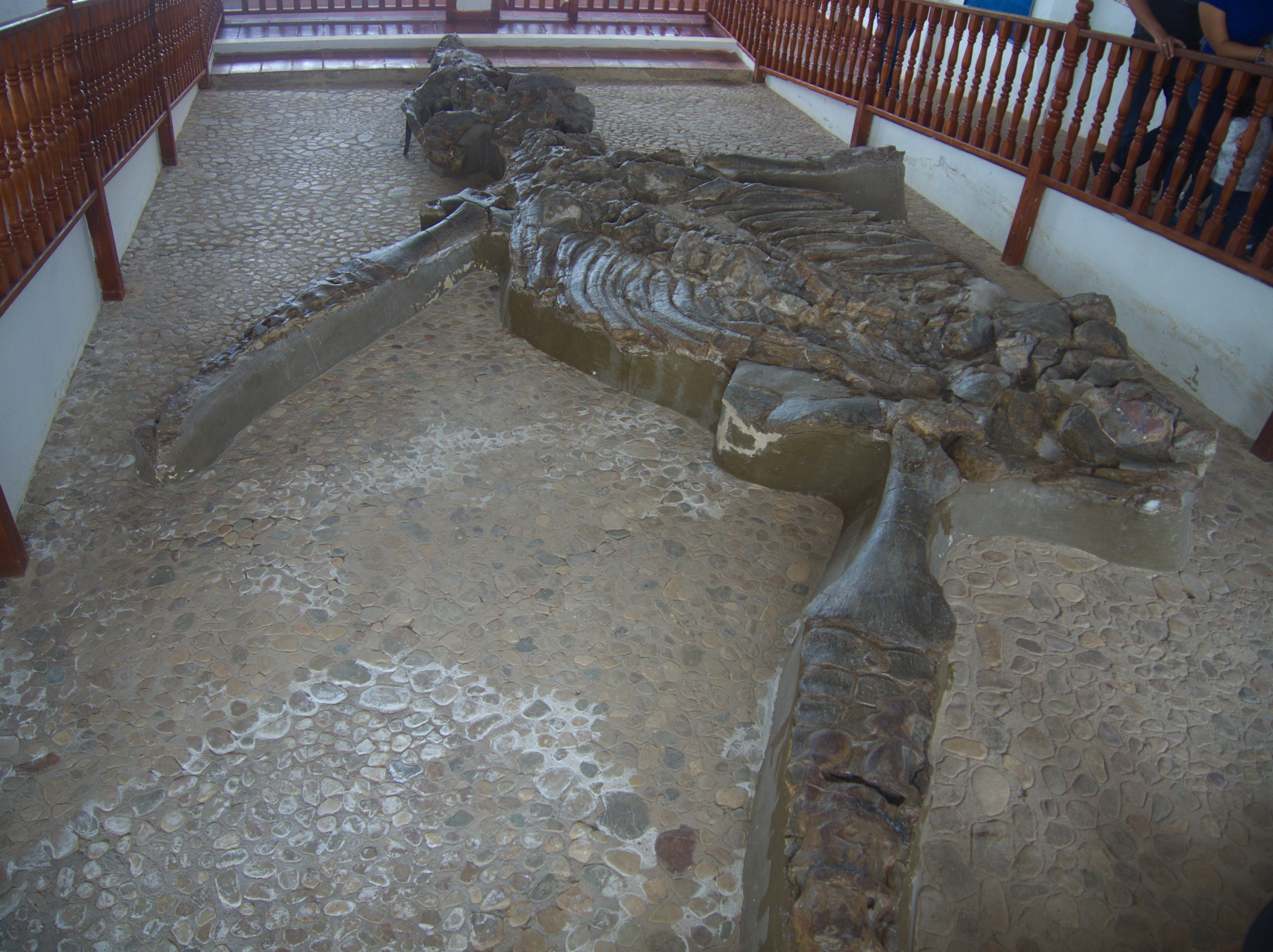
Vista posterior del holotipo

El cuerpo de Monquirasaurus mide 4.65 metros de largo a lo largo de la columna vertebral, sin incluir el cráneo y la cola perdida. En su estado preservado, el cuerpo es ancho, pero dado el aplastamiento, en vida debió de ser más estrecho. La mayor parte de la columna vertebral se preservó articulada, con algunos elementos faltantes hacia el extremo posterior del cuerpo. El cuello de Monquirasaurus era corto, con 8 vértebras articuladas preservadas excluyendo el conjunto del atlas-axis, el cual queda oculto por el cráneo (la presencia de una tercera vértebra invisibilizada por el cráneo es posible, aunque incierta). La serie cervical es seguida por 3 vértebras pectorales, 22 dorsales y 3 sacrales. De estas vértebras, la última dorsal y las dos primeras sacrales solo se preservaron como impresiones. El arco neural preservado de las vértebras decimoséptima y decimoctava (las dorsales 5 y 6) son casi triangulares dorsalmente, estrechas anteriormente y aplanadas posteriormente, lo que sugiere una disposición de entrelazamiento "machihembrado". Esto haría que la espalda fuera muy rígida, como en otros plesiosaurios. La mayor parte de cola no se preservó, y solo se tiene la presencia de 3 vértebras caudales que se articulan con las sacrales. El esqueleto apendicular se conservó parcialmente, faltando en todas las extremidades el extremo distal de las aletas y las cinturas escapular y pélvica quedan apenas visibles al ser cubiertas por el torso.
Al ser medido a lo largo de la columna vertebral, el holotipo de Monquirasaurus alcanzó una longitud precaudal de 6.74 metros (sin incluir los elementos perdidos de la cola). Esto permite una estimación de la longitud completa de alrededor de 8 metros para un individuo joven adulto que ya habría alcanzado la madurez sexual.

## Filogenia
Aunque Noè y Gómez-Pérez no llevaron a cabo un análisis filogenético, la comparación de la morfología de Monquirasaurus y la de otras formas de pliosáuridos sugiere que aunque ciertamente era un miembro de la familia Pliosauridae, ya no se considera probable que sea un miembro de la subfamilia Brauchaucheniinae, la cual era anteriormente considerada como el único linaje de pliosáuridos del Cretácico. Los autores sugieren que en cambio, este género junto con Sachicasaurus y Acostosaurus, pueden haber sido parte de un linaje no reconocido hasta ahora de pliosáuridos no bracauqueninos del Cretácico Inferior. Sin embargo, se requieren de análisis filogenéticos más exhaustivos para poder apoyar esta hipótesis.

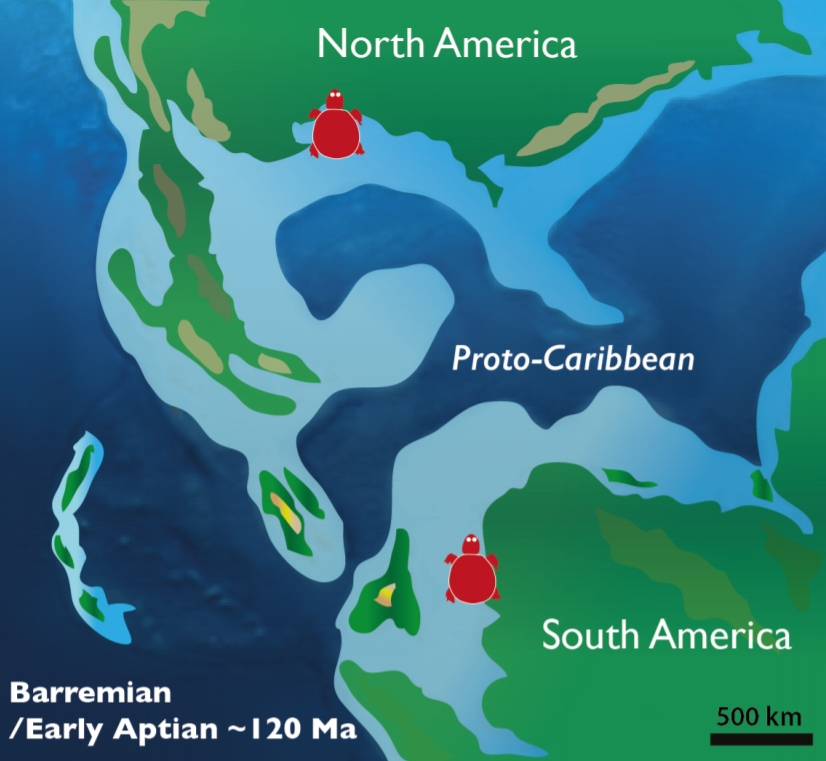
Paleogeografía de América del Sur durante las épocas del Barremiense e inicios del Aptiense

## Paleobiología
Monquirasaurus fue encontrado en el Miembro Arcillolitas abigarradas de la Formación Paja. Esta formación preserva lo que fue un ambiente costero de aguas someras que incluye una gran diversidad de reptiles marinos incluyendo elasmosáuridos, tortugas marinas protostégidas y sandównidas, teleosáuridos de gran tamaño y varios ictiosaurios incluyendo al macrodepredador Kyhytysuka que también fue redescrito en 2021. La formación es también conocida específicamente por su diversidad de pliosáuridos, con cuatro géneros distintos conocidos en la región. Aparte de Monquirasaurus, en la formación se han hallado los huesos de los relativamente pequeños Acostasaurus y Stenorhynchosaurus así como al gigantesco Sachicasaurus.